# Parco fotovoltaico di Sticciano
Il parco fotovoltaico di Sticciano è un impianto fotovoltaico ubicato a valle dell'omonima località del comune di Roccastrada, in provincia di Grosseto. Situato nella pianura maremmana a valle delle ultime propaggini meridionali delle Colline Metallifere grossetane, il parco fotovoltaico è stato ultimato nel giugno del 2008.

## Caratteristiche
L'impianto fotovoltaico è stato realizzato quasi contemporaneamente al parco eolico dei Poggi Alti, altra fonte di energie rinnovabili presente in provincia di Grosseto dal 2007, con l'obiettivo di raggiungere entro il 2020 la quota di almeno il 50 % dell'energia elettrica totale prodotta da fonti rinnovabili.
Il parco fotovoltaico è costituito da 137 inseguitori solari, in grado di cambiare il loro orientamento nel corso della giornata in base all'inclinazione e alla provenienza dei raggi del sole, costituiti a loro volta da un totale di circa 4.500 pannelli solari.
L'area di ubicazione si caratterizza per un'eliofania media di circa 7 ore giornaliere, valore prossimo ai massimi assoluti dell'intero territorio nazionale italiano.